# Geusibia apromina
Geusibia apromina är en loppart som beskrevs av Liu Chiying, Cai Liyun et Wu Wenzhen 1980. Geusibia apromina ingår i släktet Geusibia och familjen smågnagarloppor.

## Underarter
Arten delas in i följande underarter:
- G. a. apromina
- G. a. sichuanensis
- G. a. xizangensis